# Prix Béla-Balázs
 (janvier 2022).
Si vous disposez d'ouvrages ou d'articles de référence ou si vous connaissez des sites web de qualité traitant du thème abordé ici, merci de compléter l'article en donnant les références utiles à sa vérifiabilité et en les liant à la section « Notes et références ».

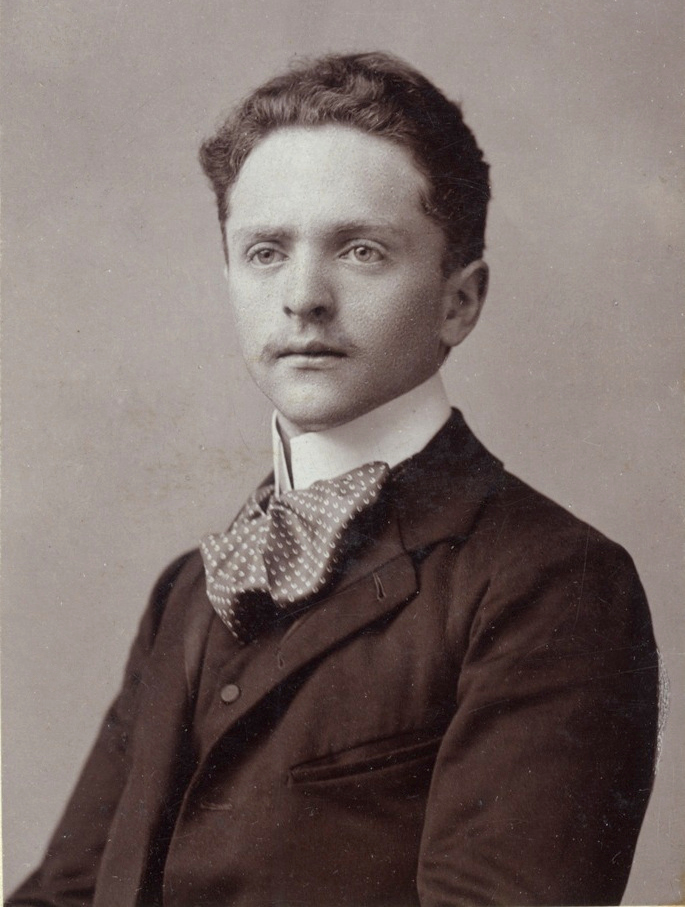
Béla Balázs.

Le prix Béla-Balázs (en hongrois : Balázs Béla-díj, en forme longue prix de l'État hongrois Balázs-Béla) est une récompense attribuée par le ministre hongrois du Patrimoine culturel en reconnaissance d'une activité créatrice ou d'une production artistique ou scientifique remarquable dans le domaine du cinéma.

## Histoire
Fondé en 1958, le prix Béla-Balázs est la plus haute distinction professionnelle d'État décernée aux cinéastes et créateurs de télévision. Il peut être décerné à ceux qui ont excellé dans le domaine de la cinématographie ou qui ont réalisé des réalisations artistiques et scientifiques exceptionnelles.
Le prix est remis par le ministre chargé de la culture le 15 mars de chaque année.

## Lauréats

### Années 1950

#### 1959
Source : Népszabadság
Premier degré
- Károly Makk, cinéaste
- István Pásztor, directeur de la photographie

Deuxième degré
- Mari Törőcsik, actrice

Troisième degré
- József Kis, réalisateur

### Années 1960

#### 1960
Source : Népszabadság
Premier degré
- Ádám Szirtes, acteur

Deuxième degré
- István Hildebrand, directeur de la photographie
- Ferenc Szécsényi, directeur de la photographie

Troisième degré
- István Knoll, directeur de la photographie

#### 1961
Source : Népszava
Premier degré
- János Herskó, réalisateur
- Gyula Macskássy, réalisateur
- Mihály Szemes, réalisateur

Deuxième degré
- Lajos Vancsa, directeur de la photographie

Troisième degré
- Néant

#### 1962
Source : Művelődési Közlöny
Premier degré
- András Kovács, réalisateur

Deuxième degré
- Néant

Troisième degré
- Tamás Fehéri, directeur de la photographie, réalisateur
- Tamás Somló, directeur de la photographie

#### 1963
Source : Művelődési Közlöny
Premier degré
- György Révész, réalisateur

Deuxième degré
- Anna Herskó, directeur de la photographie
- Ilona Kolonits, réalisateur
- Imre Mihályfi, réalisateur
- Miklós Purcel

Troisième degré
- Tibor Csermák, réalisateur
- György Czabarka, directeur de la photographie
- Gábor Takács, réalisateur

#### 1964
Source : Művelődési Közlöny
Premier degré
- János Herskó, réalisateur

Deuxième degré
- József Csőke, réalisateur
- Árpád Szabó, directeur de la photographie

Troisième degré
- Péter Bokor, réalisateur
- Zoltán Kerényi, directeur de la photographie

#### 1965
Source : Művelődési Közlöny
Premier degré
- András Kovács, réalisateur
- Ferenc Szécsényi, directeur de la photographie

Deuxième degré
- Imre Schuller, directeur de la photographie, réalisateur

Troisième degré
- János Arató, ingénieur du son
- Igor Sík, directeur de la photographie
- G. Sándor Szőnyi, réalisateur
- György Várnai, caricaturiste

#### 1966
Premier degré
- Miklós Jancsó, réalisateur
- Tamás Rényi, réalisateur

Deuxième degré
- Ottó Forgács, directeur de la photographie
- Márta Kende, réalisatrice

Troisième degré
- László Bánk, réalisateur
- Károly Wiedermann, réalisateur

#### 1967
Source : Művelődési Közlöny
Premier degré
- István Szabó, réalisateur

Deuxième degré
- Margit Bara, actrice
- József Nepp, réalisateur
- Tibor Préda, réalisateur

Troisième degré
- Lóránt Kézdi, décorateur de théâtre
- János Zsombolyai, directeur de la photographie

#### 1968
Premier degré
- Sándor Sára, réalisateur, directeur de la photographie
- Tamás Somló (hu), directeur de la photographie

Deuxième degré
- Péter Bacsó, réalisateur
- László Bokor (hu), réalisateur
- Ferenc Kósa, réalisateur

Troisième degré
- Attila Dargay, réalisateur
- István György (hu), réalisateur
- Ilona Katkics (hu), réalisatrice
- Róbert Schóber, directeur de la photographie

#### 1969
Source : Művelődési Közlöny
Premier degré
- István Gaál, réalisateur

Deuxième degré
- Kata Kálmán (hu), photographe
- Marianne Szemes (hu), réalisatrice
- Zoltán Tildy (hu), photographe
- Pál Zolnay, réalisateur

Troisième degré
- Luca Karall, dramaturge
- János Lestár (hu), réalisateur
- Tibor Mestyán (hu), directeur de la photographie
- György Pintér (hu), ingénieur du son

### Années 1970

#### 1970
Source : Művelődési Közlöny
Premier degré
- Károly Gink, photographe
- Ádám Horváth, réalisateur
- Zoltán Latinovits, acteur
- Miklós Rév, photographe

Deuxième degré
- Márta Csákány, réalisateur
- Ottó Foky, graphiste, concepteur de marionnettes
- György Palásthy, réalisateur
- Ferencné Szécsényi, directeur de la photographie
- Judit Vas, réalisateur

Troisième degré
- Ervin Borsodi, réalisateur
- József Fifilina, directeur de la photographie
- Vladimir Hoffmann, directeur de la photographie

#### 1971
Source : Művelődési Közlöny
Premier degré
- István Nemeskürty, écrivain, historien de la littérature et du cinéma
- József Németh, photographe, graphiste

Deuxième degré
- Félix Bodrossy, réalisateur, directeur de la photographie
- Imre Gyöngyössy, écrivain, réalisateur
- Jenő Papp, photographe
- Sipos Tamás Szabó, réalisateur
- János Tóth, directeur de la photographie
- Boris Zsigmondi, directeur de la photographie

Troisième degré
- József Romvári, décorateur de théâtre
- Pál Schiffer, réalisateur

#### 1972
Source : Művelődési Közlöny
Premier degré
- László Drégely, décorateur de théâtre
- József Magyar, réalisateur, directeur de la photographie
- László Vámos, photographe
- János Zsombolyai, directeur de la photographie

Deuxième degré
- Pál Gábor, réalisateur
- Márta Rédner, photographe
- Pál Sándor, producteur de cinéma, scénariste et réalisateur

Troisième degré
- Tamás Czigány, réalisateur
- Sándor Kígyós, réalisateur
- Lívia Mátay, décorateur de théâtre

#### 1973
Source : Művelődési Közlöny
Premier degré
- Zoltán Huszárik, réalisateur
- Sándor Simó, réalisateur
- G. Sándor Szőnyi, réalisateur

Deuxième degré
- Lajos Czeizing, photographe
- Tamás Féner, photographe
- Dezső Koza, assistant réalisateur
- József Szalóky, dramaturge

Troisième degré
- László Bánki, réalisateur
- Miklós Bíró, directeur de la photographie
- Gyula Bornyi, directeur de la photographie
- István Zöldi, directeur de la photographie

#### 1974
Source : Művelődési Közlöny
Premier degré
- Károly Esztergályos, réalisateur
- Marcell Jankovics, réalisateur
- Miklós Szinetár, réalisateur

Deuxième degré
- Tamás Fejér, réalisateur
- Sándor Kocsis, directeur de la photographie
- Kálmán Kónya, photographe
- Elemér Ragályi (hu), directeur de la photographie

Troisième degré
- Róbert Glósz, réalisateur
- Mihály Halász, directeur de la photographie
- Mihály Mátray, directeur de la photographie
- Gyula Széplaky, directeur de la photographie
- Tamás Vayer, décorateur de théâtre

#### 1975
Source : Művelődési Közlöny
Premier degré
- János Kende, directeur de la photographie
- Sándor Reisenbüchler, réalisateur

Deuxième degré
- Miklós Hajdufy, réalisateur
- Péter Korniss, photographe
- Miklós Köllő, dramaturge, scénariste

Troisième degré
- József Gémes, réalisateur
- Éva Keleti, photographe
- János Szurok, directeur de la photographie
- János Vas, réalisateur

#### 1976
Source : Művelődési Közlöny
Premier degré
- János Dömölky, réalisateur
- János Tóth, directeur de la photographie

Deuxième degré
- István Dárday, réalisateur
- Robert Capa (pseudonyme d'Endre Ernő Friedmann), photographe
- József Madaras, acteur
- István Mezei, directeur de la photographie
- Edit Molnár, photographe

Troisième degré
- Éva Márkus, réalisateur
- Endre Sárközy, réalisateur
- Éva Székely réalisatrice

#### 1977
Source : Művelődési Közlöny
- Demeter Balla, photographe
- Éva Kálmán, dramaturge
- Lajos Koltai, directeur de la photographie
- Lóránt Lukács, directeur de la photographie
- Márta Mészáros, réalisatrice et scénariste
- Péter Szász, réalisateur

#### 1978
Source : Művelődési Közlöny
- Ferenc András, réalisateur
- György Fehér, réalisateur
- Lívia Gyarmathy, scénariste et réalisatrice
- Károly Hemző, photographe
- Ferenc Kelemen, réalisateur
- László Lugossy, réalisateur
- László Nemere, réalisateur
- A. Pál Tóth, décorateur de théâtre
- József Tóth, photographe
- György Vukán, compositeur

#### 1979
Source : Művelődési Közlöny
- Tamás Andor, directeur de la photographie
- István Bujtor, acteur, réalisateur
- Szilvia Dallos, acteur
- Lucia Karsai, dramaturge
- Sándor Nagygyörgy, photographe
- Mihály Ráday, réalisateur, directeur de la photographie
- Mária Róth Miklósné Révész, dramaturge, traducteur littéraire
- János Rózsa, réalisateur
- Erika Szántó, dramaturge
- László Tiefbrunner, réalisateur
- István Tóth, photographe

### Années 1980

#### 1980
Source : Művelődési Közlöny
- Nándor Bednai, réalisateur
- János Czipauer, directeur de la photographie
- Gábor Deme, dramaturge
- Róbert Horling, photographe
- Ferenc Kardos, réalisateur
- József Nagy, directeur de la photographie
- Ferenc Neményi, directeur de la photographie, réalisateur
- Erzsi Pásztor, acteur
- László Vitézy, réalisateur
- Marianna Wieber, créatrice de costumes

#### 1981
Source : Művelődési Közlöny
- Imre Benkő, photographe
- György Butskó, directeur de la photographie
- Mária Gere, réalisateur
- Mihály Hárs, réalisateur
- Z. Gergely Horváth, réalisateur
- Péter Jankura, directeur de la photographie
- István Kardos, scénariste
- Zsolt Kézdi-Kovács, réalisateur
- Zsolt Richly, réalisateur
- Tamás Vayer, décorateur de théâtre

#### 1982
Source : Művelődési Közlöny
- Lajos Balázsovits, acteur, réalisateur
- Zsuzsa Bécrivain, scénariste
- György Cserhalmi, acteur
- László Dévényi, réalisateur
- Tamás Kovács
- Iván Márk, directeur de la photographie
- Ferenc Rofusz, réalisateur
- István Tímár, réalisateur
- Béla Vajda, réalisateur
- Ferenc Wessely, réalisateur

#### 1983
Source : Művelődési Közlöny
- Tamás Banovich, réalisateur
- Alajos Chrudinák, journaliste
- László Fejes, photographe
- Iván Lakatos, réalisateur, directeur de la photographie
- Judit Lehel, dramaturge
- Vince Lussa, photographe
- Mara Luttor, réalisateur
- Károly Peller, ingénieur du son
- Béla Tarr, réalisateur, scénariste et producteur
- Béla Ternovszky, réalisateur
- Tibor Vagyóczky, directeur de la photographie
- Gábor Várkonyi, réalisateur

#### 1984
Source : Művelődési Közlöny
- József Asztalos
- Pál Gerhardt, réalisateur
- Andrásné Kármentő, directeur de la photographie
- Gyula Maár, réalisateur
- Katalin Macskássy, réalisatrice
- Lili Monori, actrice
- Tamás Révész, photographe
- István Sas, réalisateur
- Péter Szoboszlay, réalisateur

#### 1985
Source : Művelődési Közlöny
- József Békés, écrivain, dramaturge
- Ferenc Bencze, acteur
- Gyula Gazdag, réalisateur
- Gábor Koltay, réalisateur
- József Marx, dramaturge
- Sándor Mihályfy, réalisateur
- László Neumann, directeur de la photographie
- Emil Novák, directeur de la photographie
- Tamás Urbán, photo-reporter
- Csaba Varga, réalisateur

#### 1986
Source : Művelődési Közlöny
- Géza Böszörményi, réalisateur
- Drégelyné Witz Éva, créatrice de costumes
- Margit Földessy, actrice
- Sándor Kardos, directeur de la photographie
- Vera Létay, critique
- Ferenc Markovics, photographe
- József Rák, directeur de la photographie
- Péter Róna, réalisateur
- Attila Szabó, réalisateur
- Szabolcs Szabó, réalisateur
- András Szeredás, dramaturge
- György Szomjas, réalisateur

#### 1987
Source : Művelődési Közlöny
- Bársony Péter
- István Bölcs, journaliste
- Judit Elek, réalisatrice et scénariste
- Pál Erdőss, réalisateur
- Péter Gothár, réalisateur
- Hazai György, réalisateur
- Péter Horváth, photographe
- Judit Kollányi, producteur
- Emil Mahrer, réalisateur
- Ferenc Pap, directeur de la photographie
- László B. Révész, réalisateur
- András Szalai, directeur de la photographie

#### 1988
Source : Művelődési Közlöny
- Gábor Bachmann, architecte designer
- György Baló, rédacteur en chef, présentateur
- Gyula Gulyás, réalisateur
- János Gulyás, réalisateur, directeur de la photographie
- Miklós Jancsó, cinéaste
- Levente Málnay, metteur en scène et réalisateur
- András Schéry
- Zsolt Szabóky, photographe
- Béla Szobolits, réalisateur
- János Xantus, réalisateur
- István Vajda, réalisateur

#### 1989
Source : Művelődési Közlöny
- Géza Bereményi, scénariste, réalisateur
- Judit Ember, réalisateur
- Péter Gárdos, réalisateur
- Ferenc Grunwalsky, réalisateur
- András Jeles, színház- és réalisateur (nem fogadta el)
- István Sipos, ingénieur du son
- Gábor Szabó, directeur de la photographie
- Péter Tímár, réalisateur
- László Török, photographe
- Ferenc Zádori, directeur de la photographie

### Années 1990

#### 1990
Source : Művelődési Közlöny
- Gergely Bikácsy, critique de cinéma
- Ádám Born, réalisateur
- Péter Dobai, écrivain, scénariste
- Károly Duló, réalisateur
- György Fék, ingénieur du son
- Mária Horváth, réalisateur
- János Illés, directeur de la photographie
- Gábor Kerekes, photographe
- György Kovács, ingénieur du son, compositeur
- Tibor Máthé, directeur de la photographie
- György Molnár, réalisateur
- Éva Schulze, producteur de cinéma
- Károly Várszegi, réalisateur, directeur de la photographie
- Balázs Zákányi, réalisateur

#### 1991
Source : Pesti Műsor
- Zsolt Balogh, réalisateur
- Sándor Bojár, photographe
- Ildikó Enyedi, réalisatrice et scénariste
- István Orosz, réalisateur, artiste
- Gabriella Prekop, traductrice littéraire, dramaturge
- Péter Vékás, directeur de la photographie

#### 1992
Source : Művelődési Közlöny
- György Báron, journaliste, critique de cinéma
- Tamás B. Farkas, réalisateur
- Attila Ferenczfy-Kovács, décorateur de théâtre
- András Jeles, réalisateur
- Gábor Medvigy, directeur de la photographie
- Zoltán Szilágyi Varga, réalisateur

#### 1993
Source : Művelődési Közlöny
- Jolán Árvai, producteur
- Gábor Balog, directeur de la photographie
- Egon Endrényi, photographe
- Judit Felvidéki, réalisatrice
- Magda Hap, directeur de la photographie
- Jenő Király, critique de cinéma
- József Mester, réalisateur
- Mária Rigó, directeur de la photographie
- András Szőke, réalisateur
- Éva Vass, actrice

#### 1994
Source : Kelet-Magyarország
- Zoltán Bacsó, directeur de la photographie
- Mara Bócz, artiste de make-up
- Sándor Buglya, réalisateur, producteur
- Gábor Erdélyi, ingénieur du son
- Judit Kopper, dramaturge
- Éva Palotai, directeur de la photographie
- Árpád Sopsits, metteur en scène et réalisateur
- Ildikó Szabó, réalisateur

#### 1995
Source : Művelődési Közlöny
- Tamás Almási, réalisateur
- Yvette Bécrivain, scénariste
- Krisztina Deák, réalisateur
- Miklós Gurbán, directeur de la photographie
- Tamás Kende,reporter photo
- Ottilia Pásztory, artiste de make-up
- Tamás Sas, directeur de la photographie, réalisateur, scénariste
- János Szász, réalisateur
- János Zentai, ingénieur du son

#### 1996
Source : Művelődési Közlöny
- József Balázs, dramaturge
- Alice Inkey, photographe
- Anna Kornis, directeur de la photographie
- Edit Kremsier, rédacteur
- Gyula Radó, réalisateur
- Mária Sós, réalisateur
- Judit Szekulesz, créatrice de costumes
- Virgil Szilágyi, directeur de la photographie
- György Varga, directeur de la photographie
- László Zentay, directeur de la photographie

#### 1997
Source : Művelődési Közlöny
- Gyula Bognár, ingénieur du son
- Ádám Csillag, réalisateur
- Mária Czeilik, directeur de la photographie
- Sonia El Eini, réalisateur
- Ibolya Fekete, réalisateur
- Francisco Gózon, réalisateur
- Ervin Gyertyán, écrivain, critique littéraire et traducteur
- Zsolt Haraszti, directeur de la photographie
- Júlia Kende, directeur de la photographie
- Gyula Marosi, écrivain

#### 1998
Source : Művelődési Közlöny
- Iván Bánki, metteur en scène et réalisateur
- Zsuzsa Csákány, directeur de la photographie
- Péter Forgács, artiste multimédia, photographe et cinéaste indépendant
- Fülöp Géza, niveleuse
- Attila Janisch, réalisateur
- Júlia Kende, directeur de la photographie
- Györgyi Szalai, réalisateur
- András Szirtes, réalisateur
- András Vámosi, ingénieur du son

#### 1999
Source : Magyar Hírlap
- András Dér, réalisateur
- Beáta Eszlári, directeur de la photographie
- Júlia Kiss, photographe
- Ágnes Losonczi, sociologue
- István Lugossy, directeur de la photographie
- Miklós Molnár, directeur de la photographie
- Éva Pataki, réalisateur
- Gusztáv Schubert, critique de cinéma
- Pál Tóth, réalisateur

### Années 2000

#### 2000
Source : Népszabadság
- Magda B. Müller, gestionnaire d'une collection de photographes argentiques sur l'histoire du cinéma hongrois
- Gábor Dénes, directeur de la photographie du DEGA Film Studio
- László Mihályfy, directeur de la photographie et réalisateur d'Art-Film-Galery Bt.
- József Pacskovszky, réalisateur
- Alajos Paulus, réalisateur
- Hajnal Sellő, monteuse, professeure adjointe au Collège des arts du théâtre et du cinéma
- András Sipos, réalisateur chez Duna Televízió
- Ágnes Tölgyesi, réalisatrice
- István Baranyi, directeur de la photographie
- Gábor Szilágyi, historienne de la photographie et du cinéma, directrice scientifique de l'Institut hongrois du cinéma

#### 2001
Source : Népszabadság
- Togay Can, réalisateur
- Frigyes Gödrös, réalisateur
- András Kisfaludy, réalisateur
- Gabriella Koncz, directeur de la photographie
- András Salamon, écrivain, réalisateur
- Orsolya Székely, réalisateur

#### 2002
Source : Kulturális Közlöny
- Sándor Csukás, directeur de la photographie
- Deimanik Tamásné, niveleuse au Kodak Cinelab Hongrie
- Katalin Kabdebó, directeur de la photographie
- Tibor Klöpfler, directeur de la photographie, réalisateur
- Ildikó Kóródy, scénariste, producteur,
- Sándor Mohi, directeur de la photographie
- Tamás Nemescsói, directeur de la photographie
- Ágnes Sára, traductrice
- Szilveszter Siklósi, réalisateur
- István Tényi, réalisateur

#### 2003
Source : Kulturális Közlöny
- Frigyes B. Marton, directeur de la photographie
- Gábor Dettre, réalisateur
- Zoltán Kamondi, réalisateur
- Beáta Kiss, réalisateur
- Kornél Mundruczó, réalisateur
- Gábor Oláh, cinéaste
- Lajos Óvári, directeur de la production cinématographique
- István Szaladják, réalisateur, directeur de la photographie
- Vera Takács, rédacteur en chef à la télévision hongroise

#### 2004
Source : Népszabadság
- Balázs Bélafalvy, directeur de la photographie, professeur à l'Université du théâtre et du film
- Gábor Ferenczi, cinéaste
- Ágnes Incze, réalisateur
- Klára Kis, réalisateur
- Beáta Koltay, réalisateur
- Tamás Márkus, ingénieur du son
- Loránd Mertz, directeur de la photographie
- Zsigmond Papp Gábor, réalisateur
- Miklós Szita, producteur, directeur exécutif
- Vince Zalán, critique de cinéma

#### 2005
Source : Kulturális Közlöny
- Zsuzsa Böszörményi, réalisateur
- Rita Dévényi, décoratrice et costumière
- Éva Dobos, doublage dramaturgique, traductrice
- György Durst, producteur de télévision
- Dóra Keresztes, réalisateur, graphiste
- István Krajcsovits, ingénieur du son
- Mari Miklós, directeur de la photographie
- András Muhi, producteur
- Gyula Pados, cameraman
- Zsuzsa Tóth, scénariste, dramaturge

#### 2006
Source : nefmi.gov.hu
- Vilmos Csaplár, scénariste
- Éva Farkas, directeur de la photographie
- Buda Gulyás, directeur de la photographie
- Tibor Hirsch, critique de cinéma, filmesthète
- János Kőporosy, ingénieur du son
- Éva M. Tóth, a Magyar Rajzfilm Produkciós Iroda animációs réalisateurje
- Imre Nyerges András, ingénieur du son
- Gergely Pohárnok, directeur de la photographie
- János Vészi, cinéaste
- Dezső Zsigmond, réalisateur

#### 2007
Source : nefmi.gov.hu
- Gábor Gelencsér, critique de cinéma
- Szabolcs Hajdu, réalisateur
- Sándor Kurucz, directeur de la photographie
- Teréz Losonczi, directeur de la photographie
- Judit Moldoványi, directeur de la photographie, réalisateur
- Anna Molnár, dramaturge
- Lajos Nagy, réalisateur, animateur
- György Pálfi, réalisateur
- Ida Regéczy, niveleuse de laboratoire
- Péter Szatmári, directeur de la photographie

#### 2008
Source : nefmi.gov.hu
- Benedek Fliegauf, réalisateur
- Gábor Garami, producteur
- László Hartai, réalisateur, directeur de la photographie
- Tibor Kocsis, cinéaste
- Ferenc Mikulás, producteur, directeur de studio
- Géza M. Tóth, réalisateur
- Ferenc Török, cinéaste
- Ágota Varga, documentariste
- János Vecsernyés, directeur de la photographie, réalisateur
- Laszlo Vincze, directeur culturel et financier

#### 2009
Source : nefmi.gov.hu
- László Babiczky, cinéaste
- Gábor Balázs, ingénieur du son
- János Erdélyi, cinéaste
- András Forgách, scénariste, dramaturge
- Dániel Garas, directeur de la photographie
- László Hegedűs 2, réalisateur, animateur
- Gábor Herendi, réalisateur
- Ágnes Hranitzky, directeur de la photographie
- Ágoston Ifj. Kollányi, réalisateur
- Péter Miskolczi, producteur

### Années 2010

#### 2010
Source : Nemzeti Erőforrás Minisztérium
- János Bodrossy, directeur de la photographie
- Ferenc Császár, ingénieur du son
- György Dobray, réalisateur
- János Domokos, réalisateur
- Áron Gauder, réalisateur, animateur
- László Kelecsényi, historien du cinéma, dramaturge, écrivain
- Attila Kékesi, directeur de la photographie
- János Litauszki, réalisateur
- György Pálos, cinéaste
- Dénes Szekeres, producteur

#### 2011
- Ágnes Kocsis, réalisatrice
- Gábor Kovács et Ágnes Pataki, producteurs
- Eszter Pataricza, doublage, traductrice
- Zoltán Siflis, réalisateur
- László Seregi, cameraman
- Károly Szalai, directeur de la photographie
- Péter Szalay, réalisateur
- Zsolt Tóth, directeur de la photographie
- Gábor Ulrich, artiste, réalisateur de films d'animation
- Tamás Zányi, ingénieur du son

#### 2012
- Réka Divinyi, scénariste
- Ádám Fillenz, directeur de la photographie
- Krisztina Goda, réalisateur
- Gábor Kálomista, producteur
- Károly Markert, directeur de la photographie
- Péter Mészáros, cinéaste
- Andrea Vészits, dramaturge
- Viktória Petrányi, créatrice de costumes
- András Péterffy, réalisateur
- Ágnes Sós, réalisateur

#### 2013
- Zoltán Lovasi, directeur de la photographie
- Réka Lemhényi, directeur de la photographie
- Zsolt Pethő, compositeur
- Ferenc Olasz, réalisateur

#### 2014
- László Csáki, réalisateur de documentaires et animateur
- Jenő Hartyándi, réalisateur, directeur de la photographie, directeur du festival
- Attila Mispál, réalisateur, animateur visuel
- Edit Kőszegi (hu), réalisatrice, dramaturge

#### 2015
Source : kormany.hu
- Judit Czakó (hu), monteur
- Barna Kabay, réalisateur, producteur
- Norbert Köbli (hu), scénariste
- Katalin Petényi, scénariste, réalisatrice, monteuse

#### 2016
Source : kormany.hu
- László Hollós, réalisateur, scénariste, monteur
- Róbert Juhász, ingénieur du son
- Áron Mátyássy, réalisateur, scénariste
- Miklós Szederkényi, producteur, directeur de production

#### 2017
Source : kormany.hu
- László Balajthy, animateur
- Kristóf Deák, réalisateur
- Szabolcs Mosonyi, réalisateur
- Attila Szász, réalisateur

#### 2018
Source : kormany.hu
- Domonyi Rita, dramaturge
- Fazekas Lajos, réalisateur, directeur de la photographie
- Lajos Tamás caméraman, producteur, directeur général de Service Film Positive Kft
- Tasnádi István, scénariste, réalisateur

#### 2019
Source : fidelio.hu
- Tamás Babos, caméraman
- Bence Gyöngyössy, réalisateur, directeur de la photographie, écrivain, producteur
- Attila Moharos, réalisateur
- Lajos Nádorfi, caméraman
- Zsolt Pozsgai, écrivain, réalisateur, directeur général de Horatio Film
- Lóránt Stőhr, critique de cinéma, professeur associé à l'Université du théâtre et du cinéma
- Klára Tóth, critique de cinéma, publiciste, membre correspondante de l'MMA
- János Zalán, producteur, acteur, directeur du Théâtre hongrois de Pest

### Années 2020

#### 2020
Source : papageno.hu
- Péter Bergendy, réalisateur
- Zoltán Dézsy, réalisateur
- Tuba Mariann, monteuse de films, monteuse en chef
- Ferenc Varsányi, réalisateur, membre non universitaire de l'Académie hongroise des arts (MMA)

#### 2021
Source : origo.hu
- Jenő Hábermann, producteur de films
- László Hargittai, monteur
- Vera Vécsy, chargée de production cinématographique
- Balázs Sára, caméraman

#### 2022
Source : kultura.hu
- Forgács Erzsébet, maquilleuse principale, ancien employée du MAFILM
- Füredi Vilmos, producteur, PDG de Voxtrade Zrt.
- Helmeczy Dorottya, productrice de films de Megafilm Kft.
- Sipos József, réalisateur-producteur cez PCN Film Produkció